# بلارت
بلارت (بالفارسية: پلارت) هي قرية تقع في قسم غركن الشمالي الريفي (مقاطعة فلاورجان) في إيران. يقدر عدد سكانها بـ 1,289 نسمة .